# Гамма-мотонейрони
Гамма-(γ)-мотонейро́ни — тип мотонейронів, розсіяні серед α-мотонейронів, значно менші за розмірами (не більше 30—40 мкм), безпосередньо не контактують із первинними аферентними волокнами, але моносинаптично активуються волокна низхідних трактів. Вони становлять 30% від загальної кількості мотонейронів. Аксони у-мотонейронів мають невеликий діаметр, що й обумовлює їхню досить малу швидкість проведення збудження (10—40 м/с). Крім того, для них властива незначна слідова гіперполяризація, що дозволяє розряджатися з частотою 300-500 імп/с. Ці мотонейрони іннервують інтрафузальні м’язові волокна, що містяться в середині м’язових рецепторів - веретен.